# Jablanica (Struga)
Jablanica (mazedonisch Јабланица; albanisch definit Jabllanica, indefinit Jabllanicë) ist ein kleines Gebirgsdorf auf dem nördlichen Gemeindegebiet von Struga im Südwesten Nordmazedoniens. Die Streusiedlung liegt zwischen 830 und 1150 m Höhe in den Bergen des Jablanica-Gebirges. Insgesamt lebten laut der letzten Volkszählung (2021) 308 Personen im Dorf, fast ausnahmslos Mazedonier christlich-orthodoxen Glaubens.
Das Dorf ist über eine kurvenreiche Straße von Boroec oder Nerezi erreichbar.